# 양젖
양젖 또는 양유(羊乳)는 양의 젖이다. 보통 치즈와 같은 유제품을 만들기 위해 사용한다. 가장 저명한 치즈 가운데에는 페타(그리스), 리코타(이탈리아), 로크포르(프랑스)가 있다.

## 영양분 비교
100그램 당 젖 분석:
| 성분        | 단위 | 소   | 염소 | 물소 | 양   |
| ----------- | ---- | ---- | ---- | ---- | ---- |
| 물          | g    | 87.8 | 88.9 | 81.1 | 83.0 |
| 단백질      | g    | 3.2  | 3.1  | 4.5  | 5.4  |
| 지방        | g    | 3.9  | 3.5  | 8.0  | 7.0  |
| 탄수화물    | g    | 4.8  | 4.4  | 4.9  | 5.1  |
| 에너지      | kcal | 66   | 60   | 110  | 95   |
|             | kJ   | 275  | 253  | 463  | 396  |
| 당 (락토스) | g    | 4.8  | 4.4  | 5.1  | 4.9  |
| 포화        | g    | 2.4  | 2.3  | 4.2  | 3.8  |
| 모노 불포화 | g    | 1.1  | 0.8  | 1.7  | 1.5  |
| 고도 불포화 | g    | 0.1  | 0.1  | 0.2  | 0.3  |
| 콜레스테롤  | mg   | 14   | 10   | 8    | 11   |
| 칼슘        | IU   | 120  | 100  | 195  | 170  |
| 지방산:     |      |      |      |      |      |
양젖은 지방과 공액리놀레산(CLA)의 함량이 극히 높으며 다른 젖과 비견되는 높은 수준의 고체를 함유한다. 이는 치즈 제조에 매우 적합함을 의미한다. 특히 양젖은 같은 양의 소젖보다 훨씬 더 많은 치즈를 생산한다.

## 같이 보기
- 염소젖
- 소젖(우유)
- 말젖